# Груповий щиток

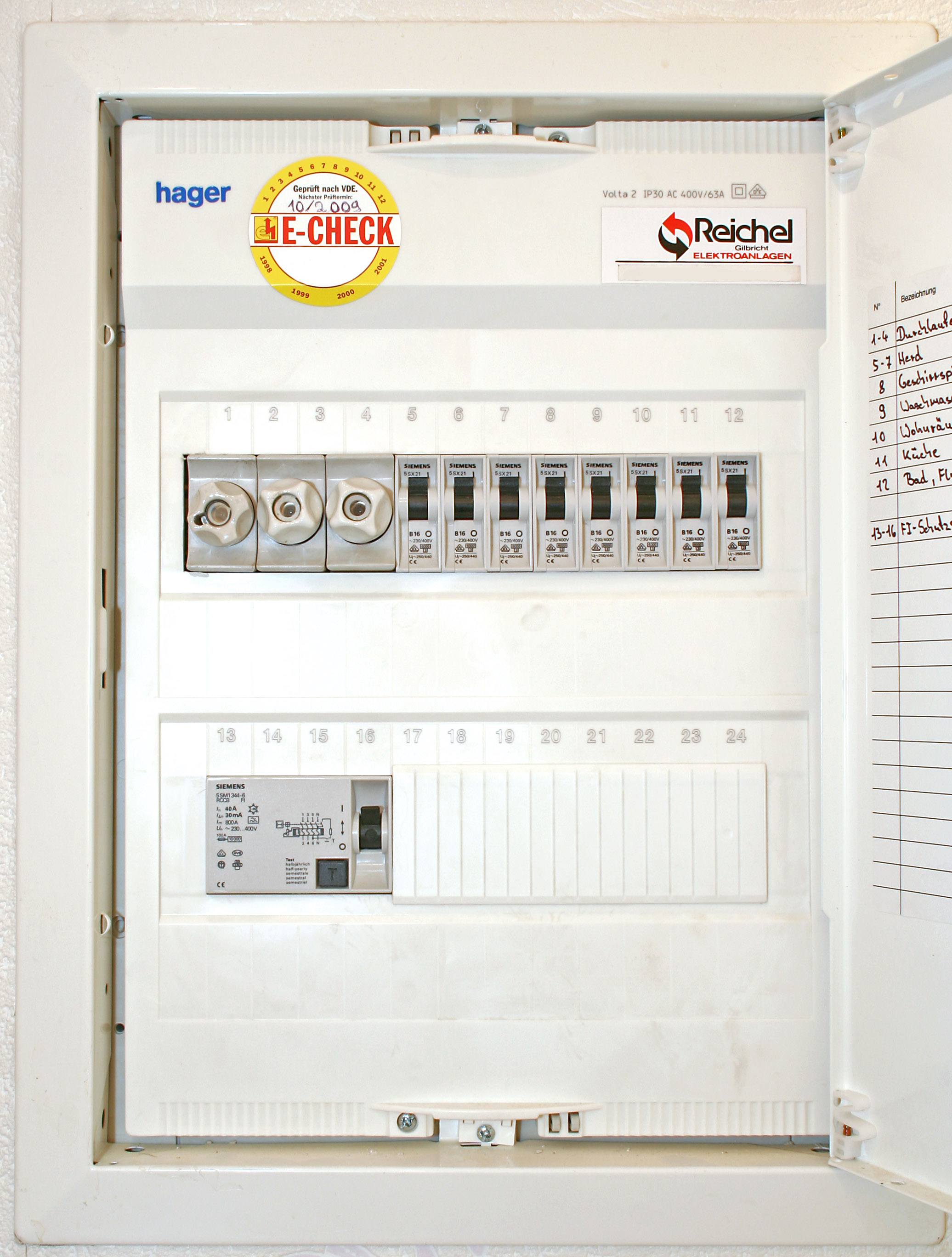
Пластиковий електричний щиток.

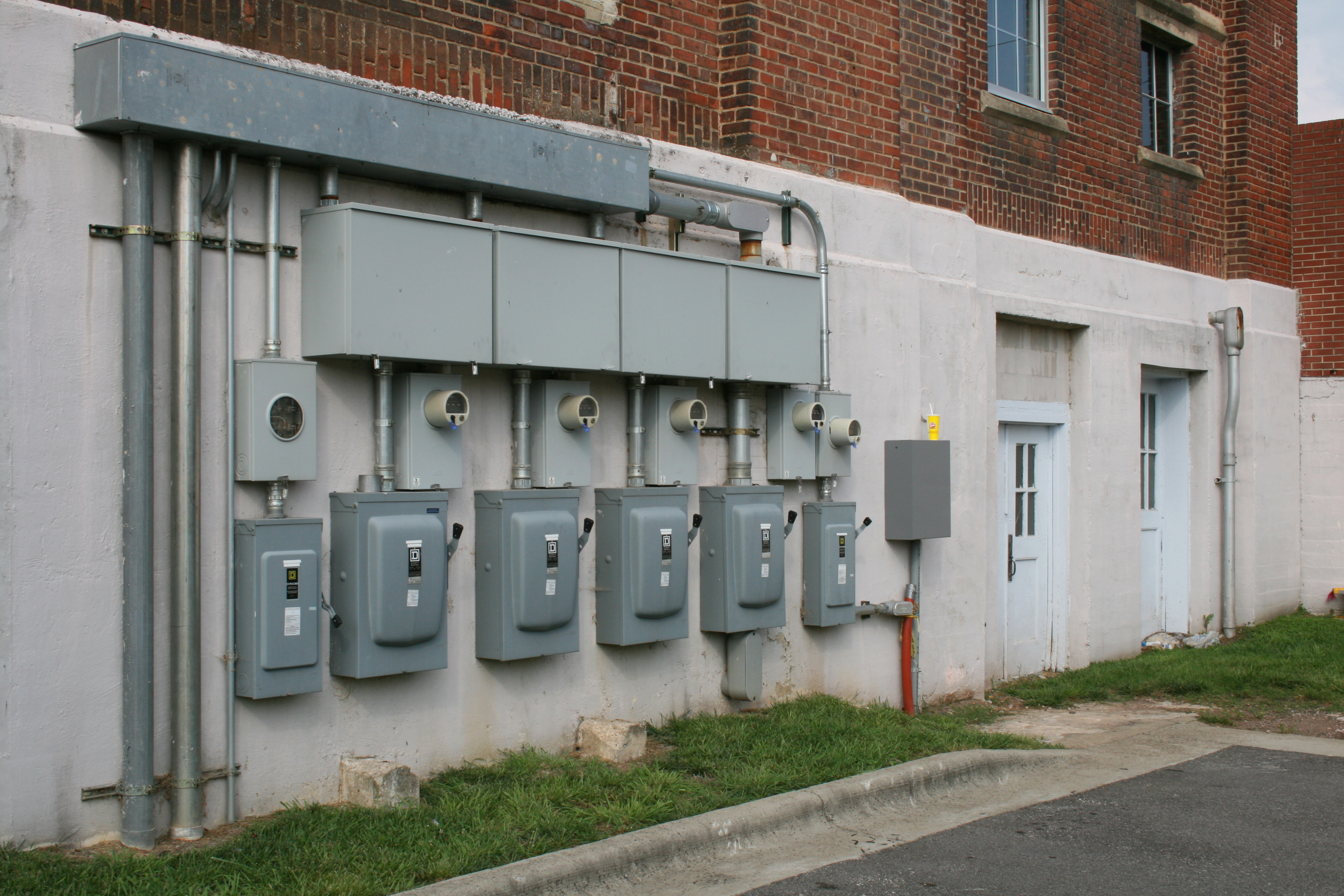
.

Групови́й щито́к — пристрій, у якому встановлені апарати захисту та комутаційні апарати (або тільки апарати захисту) для окремих груп світильників, штепсельних розеток та стаціонарних електроприймачів.